# Ala-A
El Ala-A es un caza espacial ficticio del universo de La guerra de las galaxias.
Es utilizado por la Alianza Rebelde. Es la nave más rápida, pequeña y maniobrable de la Rebelión. En la trilogía, sólo se ve en la batalla de Endor, donde un Ala-A se estrella contra el puente del Súper-Destructor imperial Ejecutor, haciendo que colisione contra la Estrella de la Muerte.
El Ala-A tiene un sistema de escudos muy limitado, y recurre a su gran aceleración lineal y de alta maniobrabilidad para evitar ser destruida. El caza fue diseñado por el general de la Alianza Jan Dodonna, y el ingeniero Wales Blissex. Su predecesor fue el R-22 Spearhead. Fue diseñada inicialmente como un interceptor de escuadrones, usando su extraordinaria aceleración para detener a los cazas enemigos antes de que pudiesen alcanzar objetivos vulnerables. Sin embargo, al poco tiempo fue utilizada como un caza de ataque rápido, capaz de dañar a sus objetivos antes de que pudieran reaccionar, para después huir antes de que cualquier tipo de defensa pudiera ser organizado.
Además, un ataque devastador conocido como el Ala-A Slash fue desarrollado para reducir a escombros las naves del Imperio. Un grupo de Ala-X se acerca a un convoy imperial, mientras que las A-Wings quedan escondidas. Los Ala-X entonces se marchan, quedando los (relativamente) lentos cazas TIE contra las ultrarrápidos Ala-A, las cuales lanzan misiles de conmoción contra el convoy para después marcharse.
Algunas variantes del Ala-A tienen cañones láser modificados de forma que pueden pivotar, mejorando enormemente su rango de disparo. Algunos de estos diseños incluso han logrado un giro de 360°, lo que provoca una desagradable sorpresa a las naves rivales.
En la saga de videojuegos de ordenador X-Wing, el Ala-A es el caza rebelde escogido para los duelos entre cazas. Su alta velocidad, maniobrabilidad y capacidad de lanzar misiles de conmoción la hacen más que un desafío para los cazas TIE y e interceptores TIE, siendo además la única nave rebelde capaz de enfrentarse al TIE avanzado en igualdad de condiciones.
- Datos: Q19885